# 潘永圖
潘永图（1594年—1643年），字君懷，號慎庵，南直隸鎮江府金壇縣人，明朝政治人物。

## 生平
強直廉幹，喜功名，有大略。天啓七年（1627年）丁卯科应天乡试举人，崇祯元年（1628年）联捷戊辰科進士，授户部山西司主事，管太倉銀庫，管部太監張彝憲驕甚，永圖獨不為下。历浙江司员外、云南司郎中，五年出为归德府知府，操守清廉，为治宽简，流寇犯城，誓死守城，卒完論功，為彝憲所扼。升山东按察司副使，监遵化军。至則親歷口外，相度險要山梁、臺坡，處處增修，一歲中威名大震。崇祯十五年（1642年）八月超迁右佥都御史、巡抚顺天。十一月蓟州失守，畿辅被清军祸乱，被逮捕入狱，十六年二月以坐失军机，被斩于西市，天下憐之，杜濬為作墓誌。与永平巡抚马成名是姻娅。

## 延伸阅读
[在维基数据编辑]
 《明史卷二百四十八》，出自《明史》

| 官衔          | 官衔                          | 官衔          |
| ------------- | ----------------------------- | ------------- |
| 前任： 董嗣湛 | 明朝歸德府知府 1632年－1636年 | 繼任： 楊本鍼 |